# Светская волость
Светская волость (латыш. Svētes pagasts) — одна из семнадцати территориальных единиц Елгавского края Латвии. Находится в центральной части края. Граничит с Платонской, Лиелплатонской, Залениекской и Глудской волостями своего края и городом Елгавой.
Крупнейшими населёнными пунктами волости являются: Свете (волостной центр), Екабниеки, Музыканти, Атпута. Рагумуйжа, Слапатас и Ветрас.
По территории волости протекают река Свете и Брамбергский ручей. Из крупных водоёмов имеется Рулльский карьер.

## История
В 1935 году Светская волость Елгавского уезда имела площадь 62,89 км² с населением 1452 жителя. В 1945 году в состав волости входили Мазсветский и Светский сельские советы. После отмены в 1949 году волостного деления Светский сельсовет был включён в состав Елгавского (1949—1962, 1967—1990) и Добельского (1962—1967) районов.
В 1954 году к Светскому сельсовету была присоединена часть территории Мазсветского сельсовета. В 1963 году — территория колхоза «Циня» Глудского сельсовета. В 1974 присоединена части территории Залениекского сельсовета. Часть территории Светского сельсовета была переподчинена Глудскому сельсовету.
В 1990 году Светский сельсовет был реорганизован в волость. В 2009 году, по окончании латвийской административно-территориальной реформы, Светская волость вошла в состав созданного Елгавского края.